# José Cornavaca
José Cornavaca (ur. 13 kwietnia 1956) – nikaraguański judoka. Olimpijczyk z Montrealu 1976, gdzie zajął osiemnaste miejsce w wadze półciężkiej i szesnaste w open.

## Letnie Igrzyska Olimpijskie 1976
| Konkurencja | Eliminacje             | Klas. końcowa |
| Konkurencja | Przeciwnik I           | Miejsce       |
| ----------- | ---------------------- | ------------- |
| 93 kg       | Jean-Luc Rougé (FRA) P | 18.           |
| open        | Pak Jong-gil (PRK) P   | 16.           |